# Gigue (informatique)
Pour les articles homonymes, voir Gigue.
Dans le domaine des réseaux informatiques, la gigue (en anglais jitter) est la variation de la latence au fil du temps. Plus précisément, la gigue est la différence de délai de transmission de bout en bout entre des paquets choisis dans un même flux de paquets, sans prendre en compte les paquets éventuellement perdus (RFC 3393).
En télécommunications et en informatique, une forte gigue peut provoquer des problèmes de qualité, notamment dans les communications en temps réel comme la VoIP, la visioconférence et le streaming. Elle est généralement mesurée en millisecondes (ms) et peut être réduite grâce à des techniques comme la mise en tampon (jitter buffer) ou l’optimisation du réseau.
Il ne faut pas la confondre avec la gigue en électronique qui recouvre une notion différente.

## Terminologie
Selon la RFC 3393, section 1.1, le terme anglais Packet delay variation (variation du délai [de transmission] des paquets) devrait être préféré au terme jitter (gigue), à cause de la confusion possible avec l'usage en électronique.

« La variation de délai des paquets est parfois appelée « gigue ». Ce terme, néanmoins, porte à confusion, car il est utilisé de manière différente selon les groupes d'individus. … Dans ce document, nous éviterons le terme « gigue » à chaque fois que c'est possible et nous nous en tiendrons à « variation de délai », qui est plus précis. »

La recommandation Y.1540 de l'UIT-T définit dans sa section 6.2 cette variation de délai des paquets.

## Mesure de la gigue
La façon de choisir des paquets pour mesurer la gigue n'est pas précisée dans la RFC 3393. On peut prendre, par exemple, les paquets dont le délai de transmission a le plus varié au cours d'un laps de temps donné.
Le délai de transmission est mesuré entre le départ du début du paquet à la source et l'arrivée de la fin du paquet à destination. Une composante du délai de transmission qui ne varie pas d'un paquet à l'autre peut être ignorée : ainsi, si la taille d'un paquet ne change pas et si les paquets prennent toujours le même temps à être traités à l'arrivée, on peut utiliser le moment où l'on commence à recevoir le paquet au lieu de celui où l'on a reçu le paquet dans son intégralité.
La variation instantanée dans le délai des paquets est la différence de délai entre paquets successifs (dans ce cas, la RFC 3393 précise la façon de choisir les paquets) et c'est souvent à cela que l'on se réfère quand on parle de gigue. Supposons par exemple que des paquets soient émis toutes les 20 ms. Si le second paquet est reçu 30 ms après le premier paquet, la gigue instantanée vaut −10 ms et on parle de dispersion. Si le second paquet est reçu 10 ms après le premier paquet, la gigue instantanée vaut +10 ms et on parle d'agglutination (clumping en anglais).
Parfois, la gigue désigne la variance dans le délai de transmission des paquets.

## Limitation de la gigue ou de ses effets
Dans les applications interactives en temps réel comme la voix sur IP, la gigue peut représenter un problème. Par conséquent, les transmissions de voix par des réseaux IP ont besoin de réseaux où la qualité de service est assurée de manière à offrir un canal de transmission de haute qualité.
Dans les flux multimédia, les effets de la gigue peuvent être supprimés en plaçant une mémoire tampon du côté du récepteur. Ce tampon de gigue provoque un délai détectable au début de la restitution du flux (en général une conversation téléphonique ou vidéophonique).

## Voir également
- Gigue (électronique)
- Latence (informatique)